# 科尔穆拉诺
科尔穆拉诺（義大利語：Colmurano），是意大利马切拉塔省的一个市镇。总面积11.17平方公里，人口1309人，人口密度117.2人/平方公里（2009年）。ISTAT代码为043014。